# Ryo Takahashi (fodboldspiller, født 2000)
 For alternative betydninger, se Ryo Takahashi. (Se også artikler, som begynder med Ryo Takahashi)
Ryo Takahashi (født 11. juli 2000) er en japansk fodboldspiller.
Han har spillet for flere forskellige klubber i sin karriere, herunder FC Tokyo.